# Docalidia hawsi
Docalidia hawsi är en insektsart som beskrevs av Nielson 1982. Docalidia hawsi ingår i släktet Docalidia och familjen dvärgstritar. Inga underarter finns listade i Catalogue of Life.